# 내물왕릉
전(傳) 내물왕릉(奈勿王陵)은 대한민국 경상북도 경주시 교동에 소재한 신라 내물왕(재위:356년 ~ 402년)의 무덤으로, 1969년 8월 27일 사적 188호 신라내물왕릉으로 지정되었으나, 2011년 현재의 명칭으로 변경되었다.

## 개요
신라 17대 내물왕(재위 356∼402)의 무덤이다.
내물왕은 김씨 왕으로는 두 번째로 왕위에 올랐으며 이후 김씨 성에 의한 독점적 왕위계승을 이루었다. 마립간이란 왕 명칭을 처음 사용하였고, 중국 전진(前秦)과의 외교관계를 통해 선진문물을 수입하였다. 백제와 왜의 연합세력이 침입하자 고구려 광개토대왕에 도움을 요청하여 위기를 모면하였으며, 국력이 비약적으로 발전한 시기이다.
높이 5.5m, 지름 22m의 둥글게 흙을 쌓은 원형 봉토무덤이다. 밑둘레에는 자연석을 이용하여 둘레석을 돌렸다. 무덤 주변을 사각형으로 둘러싸고 있는 담장터 흔적이 있어 일찍부터 특별히 보호된 것으로 보인다. 당시 신라무덤의 내부형태는 거대한 규모의 돌무지덧널무덤이나, 이 무덤은 규모가 작고 둘레석이 있는 것으로 보아 굴식돌방무덤으로 추정된다.
전(傳) 내물왕릉은 조선시대 김씨 문증에서 비정한 것으로 학계에서는 진짜 내물 마립간의 무덤으로 보고 있지 않다.
학계 다수설은 인왕동 119호분이다. 황남대총(98호분)으로 보는 견해도 있다.

## 같이 보기
- 내물 마립간

## 참고 자료
- 내물왕릉 - 국가유산청 국가유산포털
- 신라문화진흥원. “경주의 문화유적 소개 - 내물왕릉”. 2005년 9월 13일에 원본 문서에서 보존된 문서. 2008년 5월 17일에 확인함.
- 히스토리아 (2001년 3월 12일). “내물왕릉(奈勿王陵)”. 2004년 10월 28일에 원본 문서에서 보존된 문서. 2008년 5월 17일에 확인함.